# Cratere Haik
Haik è un cratere sulla superficie di Rea.